# Kaihōgyō
Kaihōgyō (回峰行? exercițiu de mers în jurul muntelui) sunt niște forme de exercițiu ascetic al călugărilor sectei budiste Tendai. Templul-sediu al acestei secte este mănăstirea Enryaku-ji de pe Muntele Hiei, la nord de Kyoto.
Cea mai dură formă este Sennichi kaihhōgyō, unde călugărul (numit gyōja) trebuie să parcurgă un traseu prestabilit de pe Muntele Hiei timp de 1000 de zile. Distanța parcursă depășește de obicei 40.000 km. Doar 50 de persoane au reușit să termine acest maraton din 1585 până în 2009.
Exercițiul începe cu 100 de zile de umblat. Gyōja primește haine albe, o pălărie albă, 80 de perechi de sandale de paie, o funie și un cuțit pe care le leagă de brâu (pentru a-i aminti că va trebui să se sinucidă prin spânzurare sau cu cuțitul dacă nu reușește să termine exercițiul).
Trebuiesc urmate unele reguli stricte:
- în timpul umblatului trebuiesc purtate tot timpul hainele și pălăria.
- Trebuie urmat traseul desemnat (gyōja primește un manual special care descrie tot ce trebuie să știe pentru maraton, inclusiv hărți, stațiile pe la care trebuie să treacă, rugăciuni și invocații etc.).
- Nu este permis repaosul (cu excepția unei singure pauze de ședere).
- Toate rugăciunile etc. trebuie făcute cum se cuvine.
- Fumatul sau băutul sunt interzise.

„Ziua” unui gyōja începe la miezul nopții cu o masă, iar la 1:30 AM pleacă, și se întoarce pe la 7:00-9:00 AM. Acest lucru se repetă de 100 de ori. De-a lungul acestui timp gyōja trebuie să îndeplinească și kirimawari, un maraton de 54 km, unde este însoțit de către un călugăr mai în vârstă. 
Dacă termină cu succes aceste 100 de zile, poate cere să facă exercițiul de 1000 de zile (durează 7 ani). După ce a terminat 700 de zile, i se dă o pălărie specială și are voie să folosească un băț.
Cândva de-a lungul acestor 1000 de zile trebuie să efectueze și exercițiul dō-irigyō (堂入り行): supraviețuitul timp de 9 zile fără mâncare, apă, repaos sau dormit. Se pregătesc cu multe săptămâni înainte prin a mânca tot mai puțin, pentru ca corpul să fie pregătit. Ziua recită invocații pe care le repetă de 100.000 de ori. După a cincea zi li se dă voie să-și clătească gura. Merg afară regulat ca să inhaleze aerul curat de munte, iar când plouă pielea absoarbe puțină umezeală. Se zice că cel mai greu este nu lipsa de apă sau mâncare ci să se țină treji în poziția prestabilită. Acest exercițiu nu se ține niciodată vara, deoarece organele interne s-ar atrofia din cauza căldurii și a lipsei de apă.
Anul final al acestor 1000 de zile se compune din două ture de câte 100 de zile, unde trebuiesc parcurși 84 km (durează cam 16-18 ore) pe zi. 
Cei care termină cu succes sunt numiți daigyōman daiajari (大行満大阿闍梨, „Maestru sfânt al celui mai înalt exercițiu”).